# Partido Democrático Constitucional (Rusia)

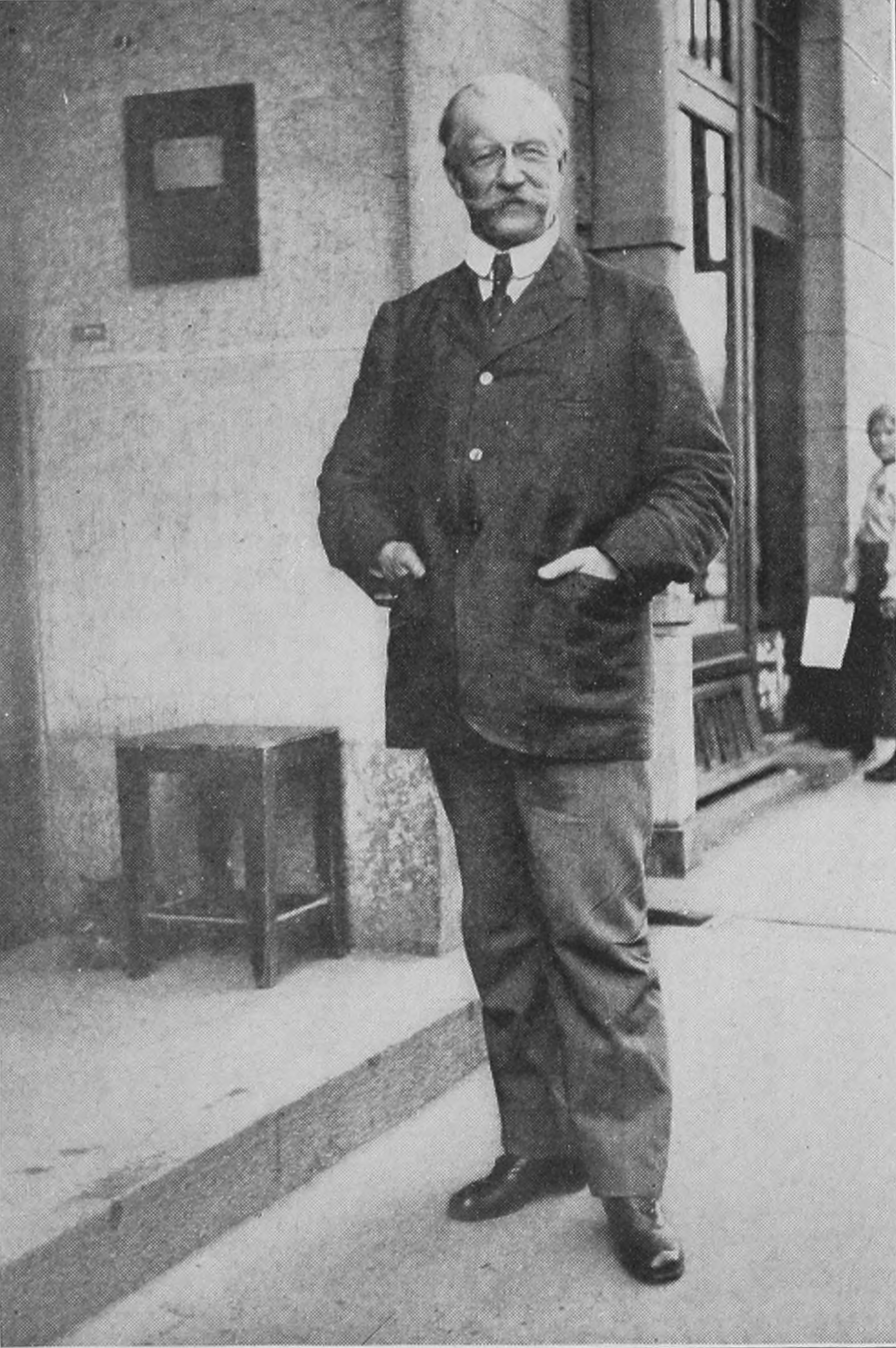
Pável Miliukov, dirigente de los Kadetes y ministro de Exteriores del Gobierno Provisional Ruso.

El Partido Democrático Constitucional (Demócratas Constitucionales, formalmente Partido de la Libertad Popular, informalmente KD o kadetes) fue un partido político liberal del Imperio ruso, formado en 1905. Sus miembros eran llamados kadetes, por las siglas KD del nombre del partido (en ruso: Конституционно-демократическая партия).
Los escritos de Konstantín Kavelin y Borís Chicherin (tío de Gueorgui Chicherin) fueron la plataforma teórica que tomó el partido y su líder histórico fue el historiador Pável Miliukov. Los Kadetes fueron principalmente apoyados por los sectores profesionales, miembros del zemstvo (una forma de gobiernos locales) y algunos industriales.
El nombre informal de Kadetes no debe confundirse con el concepto de cadetes, que hacían referencia a los estudiantes de las escuelas militares de la Rusia Imperial.

## Orígenes
El Partido Democrático Constitucional fue formado en Moscú en octubre de 1905 durante la revolución de 1905, cuando el zar Nicolás II fue forzado a firmar el Manifiesto de Octubre garantizando libertades civiles básicas. Mediante las leyes de abril de 1906 Rusia se convirtió en un régimen parlamentario, aunque el zar se reservaba enormes poderes (política exterior, control de las fuerzas armadas, nombramiento del gobierno, veto legislativo...). Era la formación principal de la burguesía perteneciente a las clases medias (médicos, periodistas, funcionarios, oficiales y, muy especialmente, profesores universitarios y juristas).
Los Kadetes estaban a la izquierda de los Octubristas, otro movimiento organizado por esos mismos años. Sin embargo, a diferencia de los Octubristas, quienes apoyaron una monarquía constitucional desde el comienzo, los Kadetes fueron relativamente ambiguos en este tema, demandando sufragio universal (incluso para las mujeres) y una Asamblea Constituyente que determinara la forma de gobierno para el país. Los Kadetes fueron uno de los partidos invitados por el primer ministro reformista Serguéi Witte para entrar al gabinete de gobierno a finales de 1905, pero las negociaciones se acabaron debido a las radicales demandas de los Kadetes y al rechazo de Witte a la expulsión de elementos conservadores del gabinete como Piotr Durnovó.
En la Primera Duma, lograron la mayoría de la Cámara. Principal partido también durante la Segunda Duma, el partido, liberal y dirigido por el prestigioso historiador Pável Miliukov, trató de convertir al país en un régimen parlamentario al estilo de la Europa occidental del momento, sin éxito. En junio de 1907, el primer ministro Piotr Stolypin disolvía el parlamento y aprobaba unas modificaciones ilegales en el censo que restringían el derecho a voto, dando como resultado una nueva Duma, la Tercera, mucho más conservadora y cercana a la monarquía.

## La guerra mundial
Al estallar la Primera Guerra Mundial, la actitud de oposición a la autocracia zarista cesó y el partido respaldó plenamente al Gobierno en sus medidas bélicas. Las reformas exigidas quedaron apartadas hasta el final de la contienda. En 1915 y ante la incompetencia del Gobierno en la gestión del conflicto, los liberales presionaron para que el monarca nombrase un gabinete responsable ante el Parlamento, propuesta que fue rechazada sin que los liberales llevasen su oposición a las calles, temiendo una revolución.
En general, y a pesar de su oposición moderada al Gobierno imperial durante la contienda, el partido se derechizó entre 1914 y 1917. Tras el estallido de la Revolución de Febrero de 1917 absorbió a gran parte de los elementos de la derecha política rusa, agudizando su conservadurismo.

## En el Gobierno provisional
Desde finales de abril de 1917, ministros kadetes pasaron a formar parte del Gobierno de coalición con los representantes de los partidos socialistas rusos en una asociación inestable.
En el séptimo congreso del partido en marzo, algunos elementos habían defendido la radicalización de la postura del partido sobre la cuestión agraria, pero se encontraron con la oposición de Miliukov y del ala conservadora, que lo impidió. El octavo congreso, celebrado en mayo, acabó aprobando una resolución conservadora que defendía a los terratenientes y la expropiación con compensación para los hacendados.
El 2 de juliojul./ 15 de julio de 1917greg., tras sucesivas desavenencias entre los ministros socialistas y los liberales, y contrarios a la negociación recién concluida con la Rada Central Ucraniana en la que se reconocía a esta como organismo representante de los ucranianos, los ministros kadetes dimitieron, salvo Nekrásov, que abandonó el partido. Para el verano el partido había adoptado una política intensamente chovinista, centralista, opuesta al nacionalismo ucraniano, paneslava (siempre que esta no supusiese la concesión de autonomía o independencia a estos grupos) e imperialista. El partido era también intensamente antigermano y antiturco.
La formación defendió la convocatoria lo más tarde posible, preferiblemente tras el final de la guerra mundial, de la Asamblea Constituyente Rusa, convencida de su incapacidad de controlarla y logró retrasar sucesivamente su convocatoria hasta finales de 1917.
Durante este periodo en el Gobierno provisional, que dominaron, el partido confirmó su alejamiento del ideal de la democracia parlamentaria para acercarse al convencimiento de la necesidad de una dictadura benevolente para lograr la victoria militar en la guerra. La postura sobre la guerra del partido, reflejada en la nota de Miliukov que desencadenó la crisis de abril, no coincidía además con el sentimiento mayoritario de la población: sólo la burguesía liberal se identificaba lo suficiente con Gran Bretaña y Francia como para considerar necesaria la continuación de la guerra con sus terribles sacrificios.

## La Revolución de Octubre y la guerra civil
De 815 escaños, el partido logró únicamente elegir 15 diputados para la Asamblea Constituyente gracias al 5 % de votos obtenido; la formación sólo obtuvo buenos resultados en Petrogrado y Moscú. El escaso apoyo entre la población demostró la impopularidad de la postura política de la formación, que había considerado la Revolución de Febrero fruto de la tensión bélica, la de Octubre una conspiración alemana, había mantenido un chovinismo intenso, considerado traición cualquier intento de alcanzar la paz, se había plegado a los intereses de los Aliados, defendido a ultranza la unidad del Imperio o sostenido una postura opuesta al nacionalismo ucraniano mientras abogaba por la hermandad de los pueblos eslavos.
Desde la Revolución de Octubre los principales dirigentes del partido conspiraron con los generales contrarrevolucionarios reunidos en la región del Don. Las manifestaciones a favor de la Asamblea Constituyente celebradas el 28 de noviembrejul./ 11 de diciembre de 1917greg., en las que participaron diputados electos del partido, sirvió como excusa para que el Gobierno bolchevique (Sovnarkom) lo reprimiera. En la reunión del Sovnarkom de esa noche el partido fue condenado como enemigo del pueblo y por organizar la contrarrevolución. Lenin propuso una moción, que se aprobó, para detener y juzgar inmediatamente a los dirigentes de la formación. Al día siguiente, 29 de noviembrejul./ 12 de diciembre de 1917greg., antes de la apertura de la Asamblea Constituyente Rusa, el partido fue ilegalizado por el Sovnarkom, que arrestó también a cuatro de sus dirigentes, entre ellos dos antiguos ministros del Gobierno Provisional, Andréi Shingariov y Vasili Stepánov, y dos diputados electos a la Asamblea Constituyente, el abogado constitucionalista Fiódor Kokoshkin y el knyaz Pável Dolgorúkov. 